# Lisa Kristoffersen
Lisa Kristoffersen, född 13 april 1833, död 27 januari 1924, även kallad "Djur-Lisa", "Hund-Lisa" och "Kristianias vakna samvete", var en Kristianiabo som påtog sig uppdraget som djurens beskyddare i staden.
Hon föddes i Sagene och gifte sig ung. Hon  flyttade med maken till Chicago, USA, där de bodde i närmare 25 år. Där engagerade hon sig för djurens väl vid sidan av att driva sitt eget tvätteri och strykeri.
När de flyttade tillbaka till Kristiania stod hon på torget och sålde frukt, bär och blommor. Lisa var tvungen att ensam försörja sig själv och sin man, som var sjuk och arbetslös. Lisa stod gärna vid foten av Youngsbakken, Norabakken och Smithebakken, som var platser där hästarna kämpade med tunga lass och därför kunde vara utsatta för kuskarnas vrede. Det samlade sig ofta folkmängder dit där hon stod med sin rutiga sjal och paraply.
Hon åtnjöt stor respekt och var fruktad bland kuskar och andra som inte visade hänsyn mot djur. Om en kusk inte lystrade till henne, fick de ett slag med käppen på ryggen. Hjälpte inte detta blåste hon i polisvisslan och överlät vederbörande till en poliskonstapel.
År 1907 instiftade hon tillsammans med vänner den första föreningen för djurskydd i Kristiania. Hon tjänstgjorde som inspektör i föreningen. 
Lisa Kristoffersen hedrades efter döden som djurskyddspionjär. 1934 fick hon en plats i Bjølsen i Sagene uppkallat efter sig: Lisa Kristoffersens plats.  Hon tilldelades norska kungens förtjänstmedalj i silver 1921.